# Modernización ecológica
La Modernización Ecológica es una escuela optimista del pensamiento en las ciencias sociales, que sostiene que los beneficios económicos están directamente relacionados con el ecologismo. Ha ganado atención entre los investigadores y los responsables políticos en las últimas décadas a nivel internacional. Es un enfoque analítico, así como una estrategia política y un discurso ambiental (Hajer, 1995).

## Orígenes y elementos clave
La modernización ecológica surgió en la década de 1980 dentro de un grupo de académicos de la Universidad Libre y Centro de Investigación en Ciencias Sociales de Berlín, entre ellos Joseph Huber, Martin Jänicke y Udo E. Simonis. Varios autores tenían ideas similares en el momento, como Arthur H. Rosenfeld, Amory Lovins, Donald Huisingh, René Kemp, o Ernst Ulrich von Weizsäcker. Además, contribuciones sustanciales fueron hechas por Arthur P.J. Mol, Gert Spaargaren y David A Sonnenfeld (Mol y Sonnenfeld, 2000; Mol, 2001).
Un supuesto básico de la modernización ecológica se refiere a la readaptación ambiental del crecimiento económico y el desarrollo industrial. Sobre la base del interés propio, la economía y la ecología pueden combinarse favorablemente: la productividad ambiental, es decir, el uso productivo de los recursos naturales y los medios del ambiente (aire, agua, suelos, ecosistemas), puede ser una fuente de crecimiento y desarrollo futuro de la misma forma que la productividad laboral y la del capital.
 
Esto incluye aumentos en la energía y la eficiencia de los recursos, así como las innovaciones de productos y procesos como la gestión ambiental y la gestión sostenible de la cadena de suministro, las tecnologías limpias, la sustitución benigna de sustancias peligrosas, y el diseño de productos para el medio ambiente. Innovaciones radicales en estos campos no sólo pueden reducir el volumen de negocios en relación con los recursos y sus emisiones, sino también cambiar la calidad o la estructura del metabolismo industrial. En la pelea coevolución seres humanos-naturaleza, y con el fin de mejorar la capacidad de carga del medio ambiente, la modernización ecológica da a los humanos un papel activo, lo que puede conllevar conflictos con la conservación del medio natural.
Existen diferentes interpretaciones del ámbito de la modernización ecológica; ya sea que se trate sólo del progreso tecno-industrial y aspectos relacionados con la política y la economía, o que se deba saber en qué medida también incluye aspectos culturales (modernización ecológica en cuanto a la mentalidad, valores, actitudes, comportamientos y estilos de vida). Del mismo modo, hay algo de pluralismo en cuanto a si la modernización ecológica tendría que basarse principalmente en el gobierno, los mercados y la iniciativa empresarial, o la sociedad civil, o algún tipo de gobernanza multinivel que combina los tres. Algunos estudiosos se refieren explícitamente a la teoría de la modernización general, así como a la teoría no marxista del sistema-mundo, otros no.
Sin embargo, hay un entendimiento común de que la modernización ecológica tendrá que dar lugar a un cambio estructural innovador. Así que la investigación se ha centrado en innovaciones ambientales o innovaciones ecológicas, y la interacción de diversos factores sociales (científicos, económicos, institucionales, jurídicos, políticos y/o culturales) que en fomentar o dificultar tales innovaciones (Klemmer et al., 1999; Huber, 2004; Weber and Hemmelskamp, 2005; Olsthoorn and Wieczorek, 2006).
La modernización ecológica comparte varias características con los enfoques que se superponen. Entre los que destacan:
- el concepto de desarrollo sostenible
- el enfoque del metabolismo industrial (Ayres y Simonis, 1994)
- el concepto de ecología industrial (Socolow, 1994).

## Elementos adicionales
Un tema de investigación relacionado con la modernización ecológica en los últimos años ha sido la casa sostenible, es decir la remodelación del entorno orientado a los estilos de vida, los patrones de consumo, y el control de la demanda en las cadenas de suministro (Vergragt, 2000; OECD 2002). Algunos estudiosos de la cuota de la modernización ecológica comparten un interés en la simbiosis industrial, es decir, el reciclaje in situ que ayuda a reducir el consumo de recursos mediante el aumento de la eficiencia (en otras palabras, la prevención de la contaminación aunada a la reducción de los residuos), por lo general mediante la supresión de las externalidades en el proceso de producción desde un punto de vista económico y utilizarlos como insumos de materia prima para otro (Christoff, 1996). La modernización ecológica también se basa en la evaluación del ciclo de vida del producto, el análisis de los materiales de este y sus flujos de energía. En este contexto, la modernización ecológica promueve una manufactura "de cuna a cuna" (Braungart and McDonough, 2002), en contraste con las formas habituales de fabricación "de la cuna a la tumba" - donde no se vuelven a integrar los residuos a un nuevo proceso de producción. La literatura también se ha interesado en la modernización ecológica en cuanto a la relación que guarda con los movimientos sociales y la sociedad civil como agente clave del cambio (Fisher and Freudenburg, 2001).
Como una estrategia de cambio, algunas formas de modernización ecológica pueden ser favorecidos por los intereses en torno a los negocios ya que aparentemente cumple la triple línea base de economía, sociedad y medio ambiente, que sostiene el principio de sustentabilidad, pero no cuestiona los principios del mercado libre. Esto difiere con muchas perspectivas de los movimientos ambientales, pues consideran al libre comercio y su autorregulación como parte crucial del problema o, incluso uno de los orígenes de la degradación ambiental. Bajo la modernización ecológica, el Estado tiene que llevar a cabo una variedad de funciones y capacidades: como facilitador para los Mercados que ayudan a producir los avances tecnológicos a través de la competencia; y que funciona como reglamento mediador, por el cual las corporaciones se ven obligadas a 'recuperar' sus diversos residuos y volver a integrarlos de alguna manera a la producción de nuevos bienes y/o servicios (por ejemplo, la forma en que empresas alemanas se ven forzadas a aceptar autos que ellos mismos fabricaron, una vez que estos han llegado al final de su vida útil); y en algunos casos como una institución que es incapaz de hacer frente a los problemas ambientales locales, nacionales y globales críticos. En este último caso, las acciones de modernización ecológica con Ulrich Beck (1999, 37-40) y otros conceptos de la necesidad de la aparición de nuevas formas de gobernanza ambiental, a veces refiriéndose a éstos como subpolítica o modernización política, donde los movimientos ambientales, los grupos comunitarios, las empresas y otras partes interesadas toman cada vez más partido en los roles directos y de liderazgo en el fomento de la transformación del medio ambiente. Una modernización política de este tipo requiere de ciertas normas de soporte e instituciones tales como una prensa libre, independiente, o por lo menos crítica, derechos humanos fundamentales de expresión, de organización, y de reunión, etc. Nuevos medios de comunicación como el Internet facilitan esto en gran medida.

## Críticas a la Modernización ecológica
Los críticos argumentan que la modernización ecológica dejará de proteger el medio ambiente y no hará nada para alterar los impulsos dentro del modo capitalista de producción económica, que inevitablemente conduce a la degradación del ambiente (Foster, 2002).
 
Los críticos se preguntan si los avances tecnológicos por sí solos pueden lograr la conservación de los recursos y una mejor protección del medio ambiente, sobre todo si se deja en manos de las prácticas de autorregulación de negocio (York and Rosa, 2003). Como ejemplo se puede tomar el hecho de la existencia de muchas mejoras tecnológicas actualmente viables, pero no ampliamente utilizadas. El proceso de fabricación de un producto más respetuoso con el medio ambiente (que a menudo es también el más eficiente económicamente) no siempre es el elegido automáticamente por corporaciones de autorregulación (por ejemplo, el hidrógeno o biocombustible en comparación con el pico petrolero). Además, algunos críticos han argumentado que la modernización ecológica no repara injusticias producidas dentro de un sistema capitalista, como el racismo ambiental - donde las personas de color y personas de bajos ingresos soportan una carga desproporcionada de daños ambientales como la contaminación, y carecen de acceso a los beneficios ambientales tales como parques y los problemas de justicia social como la eliminación del desempleo (Bullard, 1993; Gleeson and Low, 1999; Harvey, 1996) - el racismo ambiental también se conoce como las cuestiones de la distribución desequilibrada de los recursos y servicios ambientales (Everett & Neu, 2000). Por otra parte, la teoría parece tener una eficacia limitada a nivel mundial, pues aplican principalmente en sus países de origen - Alemania y los Países Bajos, y que tiene poco que decir sobre los países en vías de desarrollo (Fisher and Freudenburg, 2001). Tal vez la crítica más dura es que la modernización ecológica se basa en la noción del "crecimiento sostenible", y en la realidad esto no es posible, ya que el crecimiento conlleva al consumo de capital natural y humano en gran costo para los ecosistemas y las sociedades.
La modernización ecológica, su eficacia y aplicabilidad, así como sus ventajas y sus limitaciones, sigue siendo un área dinámica y contenciosa de investigación en las ciencias sociales del medio ambiente y el discurso político a principios del siglo 21.